# Марта Матса
Марта Матса (5 квітня 1987) — грецька плавчиня.
Учасниця Олімпійських Ігор 2004, 2008 років.